# Branice (Písek)
Branice é uma comuna checa localizada na região da Boêmia do Sul, distrito de Písek.

## Galeria

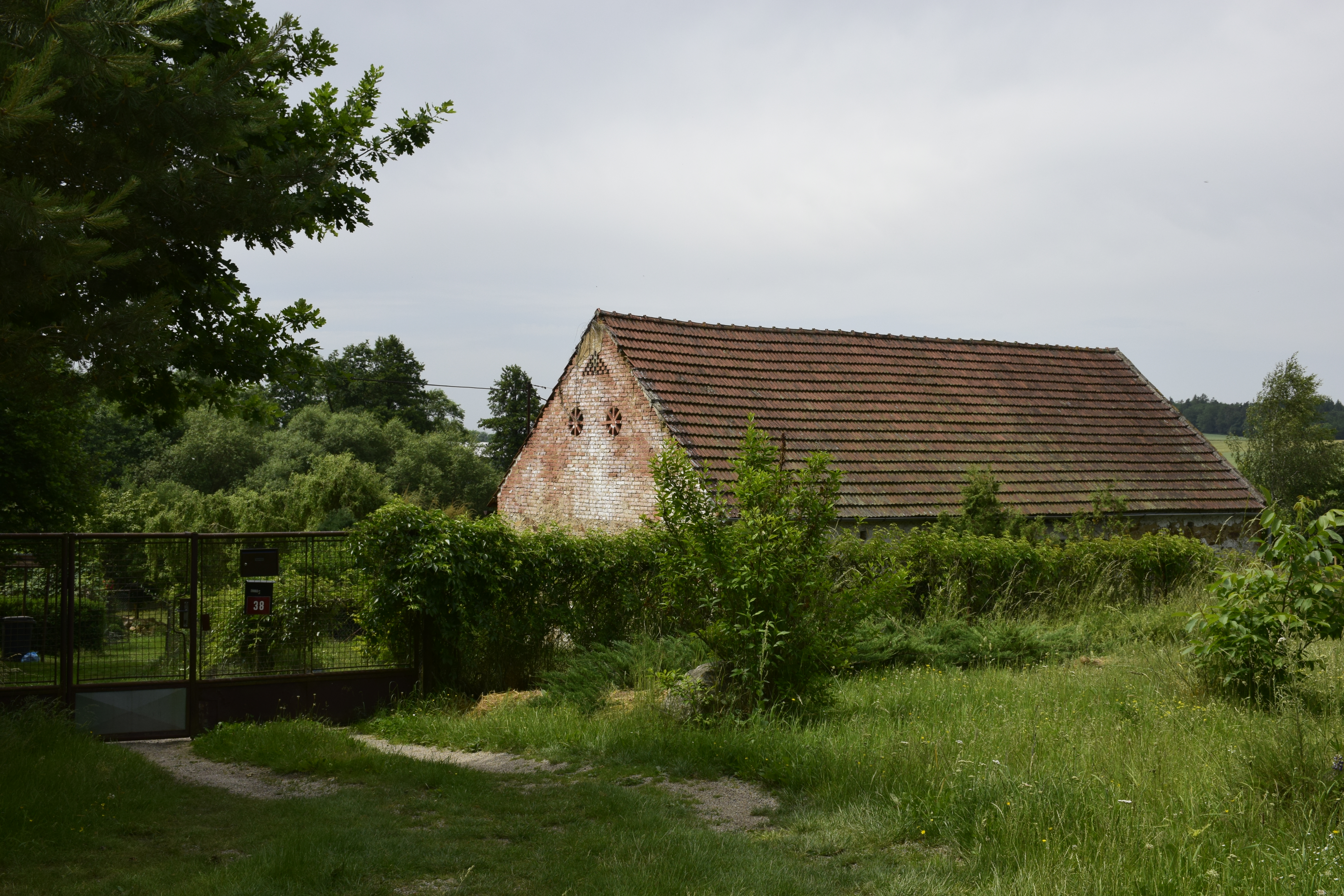
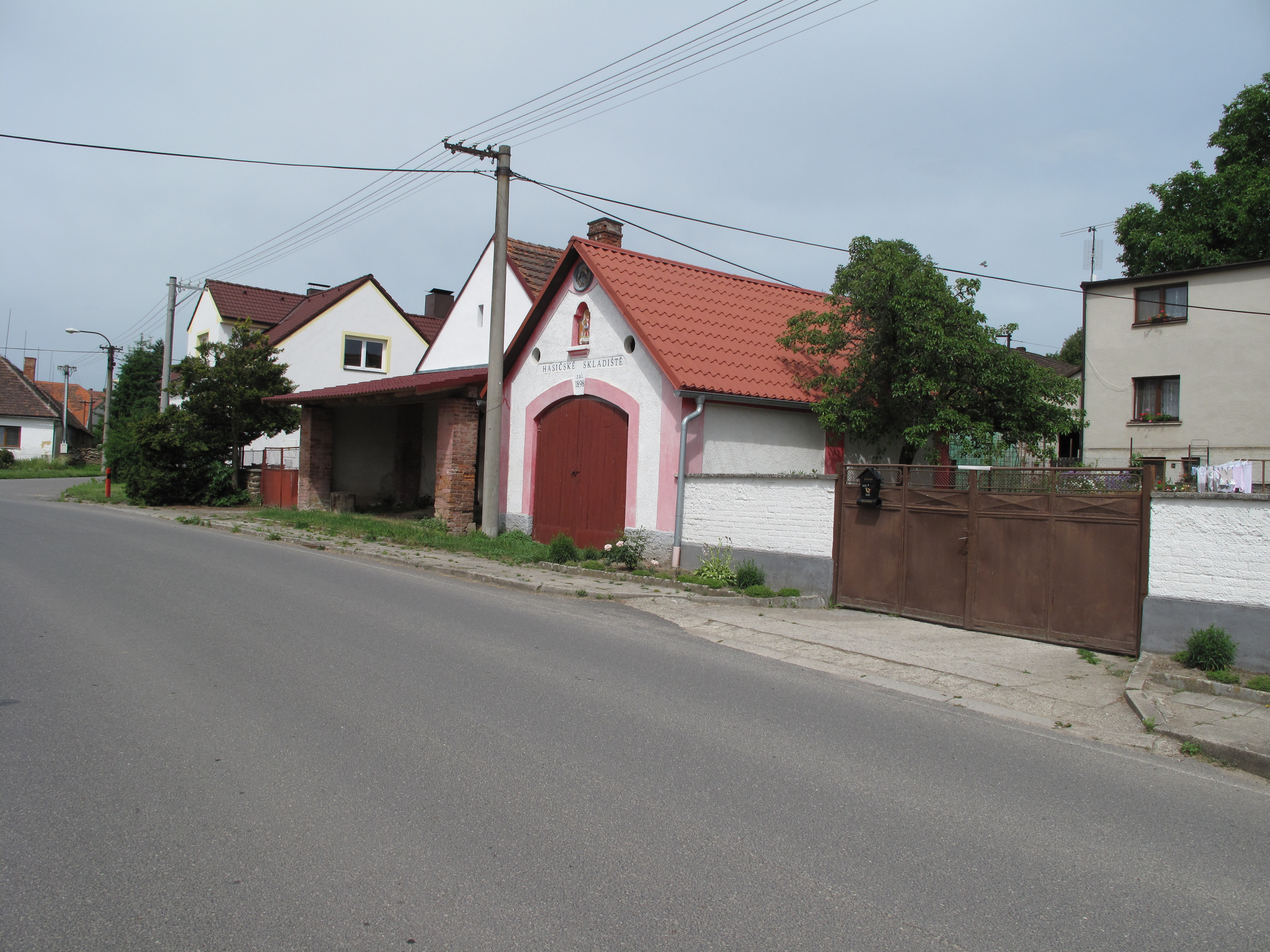
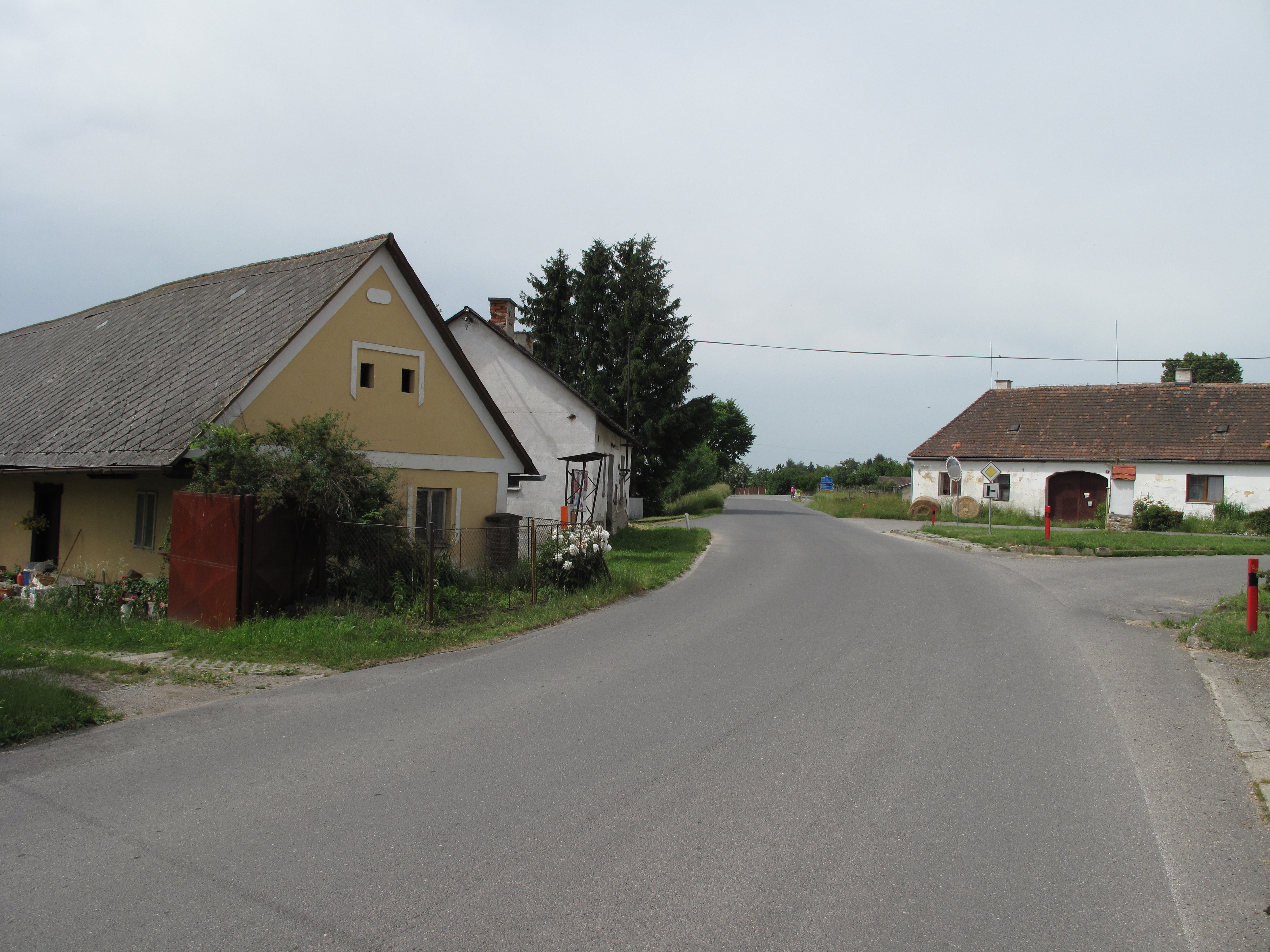